# Oxysulfure
Ne doit pas être confondu avec Sulfoxyde.
Un oxysulfure est un composé de l'oxygène, du soufre et d'autres éléments, dans lequel l'oxygène et le soufre sont à l'état d'oxydation −II.
Il existe des minéraux ayant la composition d'un oxysulfure, par exemple la caféosite (un oxysulfure naturel de calcium et de fer).